# Domaine d'Iwatsuki

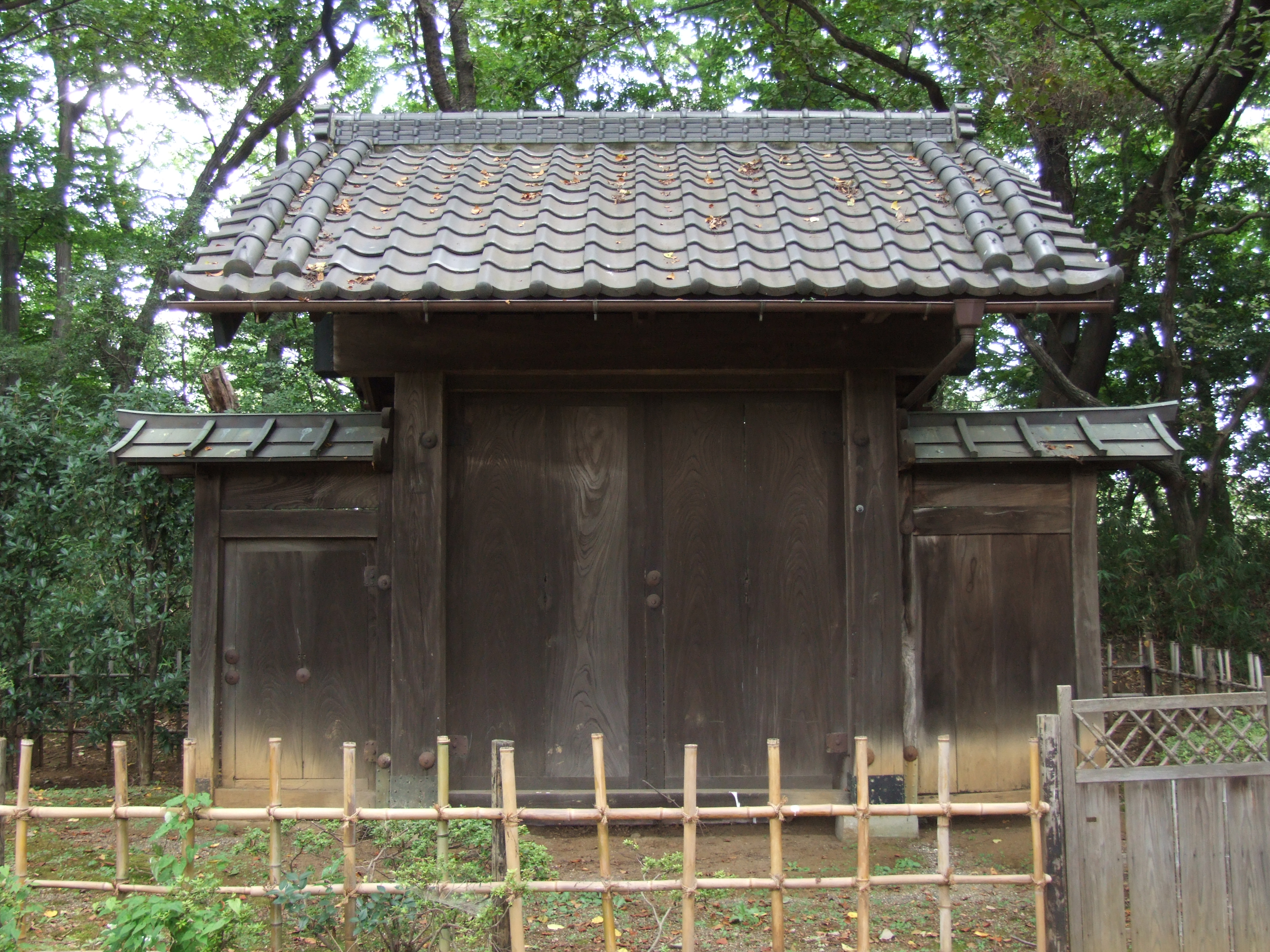
Une porte de derrière sur le site du château d'Iwatsuki.

Le domaine d'Iwatsuki (岩槻藩, Iwatsuki-han) est un domaine féodal japonais de l'époque d'Edo. Situé dans la province de Musashi (en partie dans la moderne préfecture de Saitama), son quartier général se trouve au château d'Iwatsuki.

## Liste des daimyos
- Clan Kōriki (fudai daimyo ; 20 000 koku)
  1. Kōriki Kiyonaga
  2. Kōriki Masanaga
  3. Kōriki Tadafusa
- Clan Aoyama (fudai ; 55 000 koku)
  1. Tadatoshi
- Clan Abe (fudai ; 55 000 → 46 000 → 59 000 → 99 000 → 115 000 → 99 000 koku)
  1. Abe Masatsugu
  2. Shigetsugu
  3. Sadataka
  4. Masaharu
  5. Masakuni
- Clan Itakura (fudai ; 60 000 koku)
- Shigetane
- Clan Toda (fudai ; 51 000 koku)
  1. Tadamasa
- Clan Matsudaira (Fujii) (fudai ; 48 000 koku)
  1. Tadachika
- Clan Ogasawara (fudai ; 50 000 koku)
  1. Nagashige
  2. Nagahiro
- Clan Nagai (fudai ; 33 000 koku)
  1. Nagai Naohiro
  2. Naohira
  3. Naonobu
- Clan Ōoka (fudai ; 20 000 → 23 000 koku)
  1. Tadamitsu
  2. Tadayoshi
  3. Tadatoshi
  4. Tadayasu
  5. Tadamasa
  6. Tadakata
  7. Tadayuki
  8. Tadatsura

## Source de la traduction
- (en) Cet article est partiellement ou en totalité issu de l’article de Wikipédia en anglais intitulé « Iwatsuki Domain » (voir la liste des auteurs).